# Tour Bell Média
La Tour Bell Média es un rascacielos en Montreal, la mayor ciudad de la provincia canadiense de Quebec. Ubicado en 1800 McGill College Avenue, fue construido para Montreal Trust Company y compartió el nombre Place Montreal Trust con el centro comercial contiguo. Tiene 125 m y 30 pisos de altura. Originalmente era propiedad de Cadillac Fairview, pero ahora pertenece a Ivanhoe Cambridge. El ocupante principal era Astral Media, que tenía su sede corporativa en el edificio junto con varias de sus estaciones de televisión de habla francesa. En 2013, Bell adquirió Astral Media, cambiando de nombre tras convertirse en las oficinas regionales de Bell Media.